# Celyphus hyalinus
Celyphus hyalinus är en tvåvingeart som beskrevs av Karsch 1884. Celyphus hyalinus ingår i släktet Celyphus och familjen Celyphidae.
Artens utbredningsområde är Sri Lanka. Inga underarter finns listade i Catalogue of Life.